# Oxylobium aciculiferum
Oxylobium aciculiferum är en ärtväxtart som först beskrevs av Ferdinand von Mueller, och fick sitt nu gällande namn av George Bentham. Oxylobium aciculiferum ingår i släktet Oxylobium och familjen ärtväxter. Inga underarter finns listade i Catalogue of Life.